# Christopher Hope
Christopher Hope (n. como Christopher David Tully en Johannesburgo en 1944) es un novelista, poeta y escritor de cuentos sudafricano.

## Biografía
Si bien nació en Johannesburgo, pasó su niñez en Pretoria. 
En 1962 sirvió para la Marina sudafricana.
Realizó sus estudios en las universidades de Witwatersrand (de 1963 a 1965) y Natal (de 1968 a 1969). En 1972 se desempeñó como profesor de Inglés en el Halesowen Secondary Modern School.
Trabajó como periodista antes de mudarse a Londres en 1975, donde aún vive.
En 1980, su novela A Separate Development estuvo prohibida en Sudáfrica, ya que la misma era una sátira al apartheid.
También se desempeñó como guionista para radio y televisión.

## Obra
- 1971 Whitewashes, escrito con Mike Kirkwood (poemas)
- 1974 Cape Drives (poemas)
- 1980 A Separate Development (novela)
- 1981 Private Parts and other tales (cuentos)
- 1981 In the Country of the Black Pig and Other Poems (poemas)
- 1983 The King, the Cat, and the Fiddle (literatura infantil)
- 1984 Englishmen (poema)
- 1984 Kruger’s Alp (relato corto)
- 1985 The Dragon Wore Pink (literatura infantil)
- 1986 The Hottentot Room (novela)
- 1987 Black swan (novela)
- 1988 White Boy Running (ensayo sobre la situación política y cultural de Sudáfrica)
- 1989 My Chocolate Redeemer (novela)
- 1990 Learning to fly (edición revisada de Private Parts)
- 1990 Moscow! Moscow! (libros de viajes)
- 1992 Serenity House (novela)
- 1993 The Love Songs of Nathan J. Swirsky (cuentos)
- 1996 Darkest England (novela)
- 1997 Me, the Moon and Elvis Presley (novela)
- 2000 Signs of the Heart
- 2002 Heaven Forbid (novela)
- 2003 Brothers Under the Skin: Travels in Tyranny (biografía de Robert Mugabe).
- 2006 My Mother's Lovers (novela)
- 2008 The Garden of Bad Dreams (novela)
- 2011 Shooting Angels

## Premios recibidos
- 1974 Premio English Academy of Southern Africa Pringle.
- 1978 Premio Cholmondeley, por Cape Drives.
- 1981 Premio David Higham, por A Separate Development.
- 1981 Premio Natal University Petrie Arts.
- 1982 Pluma de Plata del PEN Club, por Private Parts
- 1985 Premio Whitbread, por Kruger’s Alp.
- 1989 Premio CNA.
- Miembro de la Real Sociedad de Literatura.